# Эпический фильм

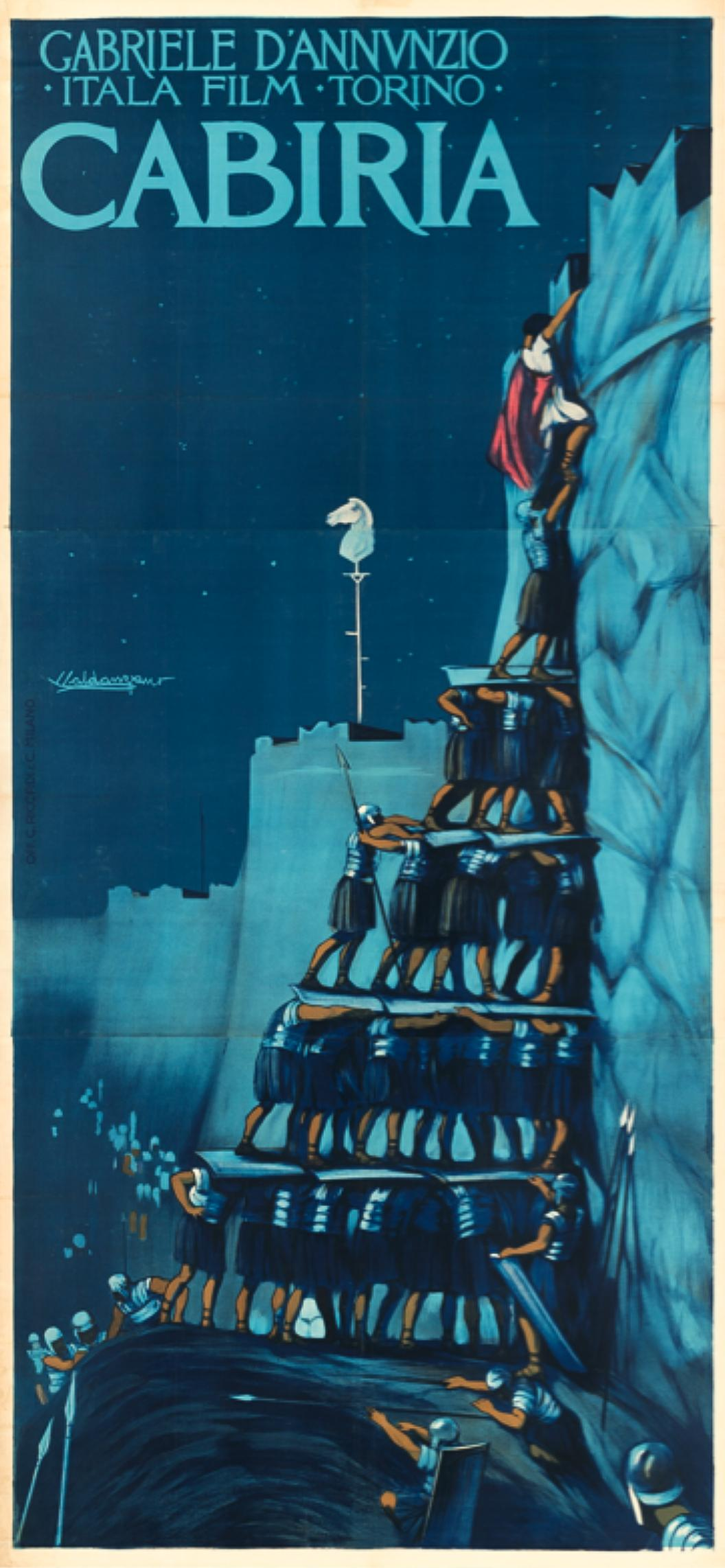
Итальянский фильм «Кабирия» (1914), один из самых ранних известных эпических фильмов

Эпический фильм — стиль кинопроизводства с крупномасштабным, широким охватом и зрелищем. Использование этого термина со временем менялось, иногда обозначая жанр фильма, а иногда просто синоним крупнобюджетного кинопроизводства. Как и эпосы в классическом литературном смысле, он часто фокусируется на героическом характере. Амбициозный характер эпоса помогает выделить его среди других типов фильмов, таких как историческая драма или приключенческий фильм.
Эпические исторические фильмы обычно принимают историческое или мифическое событие и добавляют экстравагантную обстановку и роскошные костюмы, сопровождаемые обширной музыкой с актёрским ансамблем, что делает их одними из самых дорогих фильмов для производства. Наиболее распространёнными темами эпических фильмов являются королевская семья и важные фигуры различных периодов мировой истории.

## Характеристики
Термин «эпопея» первоначально произошел от поэтического жанра, примером которого являются такие произведения, как «эпос о Гильгамеше» и произведения Троянского военного цикла. В классической литературе эпосы считаются произведениями, сосредоточенными на делах или путешествиях героев, от которых зависит судьба многих людей. Аналогичным образом, фильмы, описанные как «эпические», обычно имеют исторического персонажа или мифическую героическую фигуру. Общими темами эпосов являются члены королевской семьи, гладиаторы, великие военачальники или ведущие личности из разных периодов мировой истории. Тем не менее, есть некоторые фильмы, описанные как «эпические» почти исключительно на основе их огромного масштаба и широкой панорамы их декораций, таких как «Как был завоеван Запад» или «К востоку от рая», которые не имеют типичной сути классических эпосов, но сняты в эпическом стиле.
Когда его описывают как «эпический» из-за содержания, действие эпического фильма часто происходит во время войны или другого социального кризиса, обычно охватывая более длительный промежуток времени, иногда на протяжении целых поколений, приходящих и уходящих, как с точки зрения изображённых событий, так и с точки зрения продолжительности фильма. Такие фильмы обычно имеют историческую обстановку, хотя спекулятивная беллетристика (т. е. фэнтези или научная фантастика) стали обычным явлением в последние десятилетия. Центральный конфликт фильма обычно рассматривается как имеющий далеко идущие последствия, часто меняющие ход истории. Действия главных героев часто занимают центральное место в разрешении общественного конфликта.
В своей классификации фильмов по жанрам Американский институт киноискусства ограничивает жанр историческими фильмами, такими как «Бен-Гур». Тем не менее, киноведы, такие как Константин Сантас, готовы распространить ярлык на научно-фантастические фильмы, такие как «Космическая одиссея 2001 года» и Звёздные войны. Линн Рэми предполагает, что «Конечно, одним из самых трудных жанров фильмов является «эпический» фильм, охватывающий такие примеры, как «Бен-Гур», «Унесённые ветром» и совсем недавно вышедшие, «300 спартанцев» и фильмы «Звёздные войны», ни один из них не происходит из литературных эпосов как таковых, и мало что связывает их друг с другом. Среди тех, кто поддерживает изучение жанра кино, эпопея является одним из самых презираемых и игнорируемых жанров». Наконец, хотя канал «AMC» формально определяет эпические фильмы как исторические фильмы, они, тем не менее, утверждают, что эпический фильм может быть объединен с жанром научной фантастики и приводят «Звёздных войн» в качестве примера.
Стилистически в фильмах, классифицированных как эпические, обычно используются впечатляющие декорации и специально разработанные костюмы, часто сопровождаемые широкой музыкальной партитурой и ансамблем из банковских звезд. Эпические фильмы обычно являются одними из самых дорогих фильмов для производства. Они часто используют съемки на месте, аутентичные старинные костюмы и экшн-сцены в массовом масштабе. Биографические фильмы могут быть менее щедрыми версиями этого жанра.
Многие сценаристы могут ссылаться на любой фильм, который является «длинным» (более двух часов), эпосом, что делает определение эпическим вопросом спора, и поднимает вопросы о том, является ли он вообще «жанром». Как выразился Роджер Эберт, в своей статье "Великие фильмы" о Лоуренсе Аравийском^
Слово «эпопея» в последние годы стало синонимом крупнобюджетного фильме категории B. Что вы понимаете, наблюдая за «Лоуренсом Аравийским», так это то, что слово эпос относится не к стоимости или сложному производству, а к размеру идей и видения. «Агирре, гнев божий» Вернера Херцога: Гнев Божий стоил не так дорого, как питание в «Перл-Харборе», но это эпопея, а Перл-Харбор - нет.

## История
Эпос является одним из старейших жанров кино, одним из ранних примечательных примеров является «Кабирия» Джованни Пастроне, трехчасовой немой фильм о Пунических войнах, который заложил основу для последующих немых эпосов Дэвида Гриффита.
Жанр достиг пика популярности в начале 1960-х годов, когда Голливуд часто сотрудничал с иностранными киностудиями (такими как римская Чинечитта), чтобы использовать относительно экзотические места в Испании, Марокко и других местах для производства эпических фильмов, таких как «Эль Сид» (1961) или «Лоуренс Аравийский» (1962). Считается, что этот период международного совместного производства закончился фильмами «Клеопатра» (1963), «Падение Римской империи» (1964) и Доктор Живаго (1965). Тем не менее, фильмы в этом жанре продолжали появляться, одним из примечательных является «Война и мир», который был выпущен в СССР в 1967─1968 годах (режиссер Сергей Бондарчук) и является одним из самых дорогих фильмов, когда-либо снятых.
Эпические фильмы продолжают производиться, хотя с момента разработки CGI они обычно используют компьютерные эффекты вместо фактического актерского состава из тысяч. С 1950-х годов такие фильмы регулярно снимаются с широким соотношением сторон для более захватывающего и панорамного театрального опыта.
Эпические фильмы были признаны в монтаже на церемонии вручения премии «Оскар» в 2006 году.

## Общественная реакция

### Валовый доход
Несрываемая популярность эпопеи часто аккредитируется с их способностью привлекать широкую аудиторию. Многие из самых кассовых фильмов всех времен были эпическими. Фильм Джеймса Кэмерона «Титаник», который, как называют, помогает возродить жанр, собрал 659 миллионов долларов в США и более 2,1 миллиарда долларов по всему миру, что делает его третьим самым кассовым фильмом всех времён после фильмов «Мстители: Финал» и «Аватар», ещё одного эпического фильма Джеймса Кэмерона, который собрал 2,9 миллиарда долларов. Если учитывать инфляцию, то исторический романтический эпический фильм «Унесённые ветром» становится самым кассовым фильмом в США (два других романтических эпоса, «Титаник» и «Доктор Живаго», также входят в первую десятку и занимают 5-е и 8-е место соответственно). С поправкой на инфляцию он заработал эквивалент 1,6 миллиарда долларов только в США. С учётом инфляции цен на билеты, эпическая космическая опера «Звёздные войны. Эпизод IV: Новая надежда» занимает второе место со сборами в 1,4 миллиарда долларов в США.

### Премия «Оскар»
До сих пор наибольшее количество премий «Оскар», когда-либо выигранных одним фильмом, равняется 11-ти. Этот подвиг был достигнут только в трёх фильмах: «Бен-Гур» (1959), «Титаник» (1997) и «Властелин колец: Возвращение короля» (2003), все из которых длятся более трех часов и считаются эпическими фильмами. Предыдущим рекордсменом были «Унесённые ветром» (1939), также эпический фильм, с 10-ю наградами.